# Chen Qiuqi
Chen Qiuqi, född den 4 juli 1980 i Meigu, Kina, är en kinesisk landhockeyspelare.
Hon tog OS-silver i damernas landhockeyturnering i samband med de olympiska landhockeytävlingarna 2008 i Peking.